# Museo del Grabado de Goya
Museo del Grabado de Goya situado en el lugar de nacimiento de Francisco de Goya, en Fuendetodos (Zaragoza) se inauguró en el año 1989. En su interior se pueden ver las cuatro series de grabados de Goya:
- Los caprichos
- Los desastres de la guerra
- La tauromaquia
- Los disparates

Las tres plantas del museo se encuentran a escasos metros de la casa del autor. El museo y la adquisición de las cuatro series de grabados fueron posibles gracias a la colaboración de particulares y artistas.